# Джек Лусма
Джек Роберт Лусма (англ. Jack Robert Lousma, 29 листопада 1936, Гренд-Репідс, штат Мічиган, США) — астронавт США, полковник морської піхоти.
У 1959 році закінчив Мічиганський університет. З 1959 року служив у морській авіації США. З 1966 року — у групі астронавтів. Разом з А. Біном і О. Герріотом 28.VII—26. IX 1973 здійснив політ на науковій орбітальній станції «Скайлеб-3». Двічі виходив у відкритий космос. 22.3 — 30.3.1982 здійснив другий політ — на шатлі «Колумбія» як командир екіпажу.
У відставці з 1 жовтня 1983 року.
1984 року балотувався у Сенат США від Республіканської партії, однак програв вибори К. Левіну.

## Освіта
- Закінчив середню школу в місті Енн-Арбор.
- У 1959 році закінчив Мічиганський університет і отримав ступінь бакалавра з авіаційної техніки.
- У 1965 році в Аспірантурі Вищої школи ВПС США отримав ступінь магістра наук з авіаційної техніки.

## Військова кар'єра
Став офіцером Корпусу морської піхоти (КМП) США в 1959 році. Пройшов льотну підготовку в навчальному командуванні авіації ВМС і в 1960 році отримав кваліфікацію військового льотчика. Отримав призначення стройовим льотчиком в 224-у штурмову ескадрилью 2-го авіакрила КМП. Потім у складі тієї ж ескадрильї служив у 1-му авіакрилу КМП на базі Івакуні в Японії. До моменту зарахування в загін астронавтів служив пілотом фоторозвідувального літака у складі 2-ї ескадрильї радіоелектронного придушення 2-го авіакрила КМП. Лаусма має більш 7000 годин нальоту — включаючи 700 годин на літаках загальногромадянської авіації, 4500 годин на реактивних літаках, і 240 годин на вертольотах. Отримав звання капітана КМП в 1966 році, звання полковник КМП в 1983 році. Пішов у відставку в 1983 році.

## Космічна підготовка
У квітні 1966 був зарахований до 5-го набору астронавтів НАСА. Після проходження підготовки отримав призначення в Відділ астронавтів НАСА. Входив до екіпажів підтримки кораблів Аполлон-9 (замінив в ньому Фреда Хейза), Аполлон-10 і Аполлон-13. Під час аварійного польоту корабля Аполлон-13 працював оператором зв'язку з екіпажем (CapCom) в центрі управління. На початку 70-х років розглядався як пілот місячного модуля основного екіпажу корабля Аполлон-20. Через те, що програма польотів на Місяць була скорочена, офіційно екіпаж так і не був призначений. У січні 1972 року був включений до складу основного екіпажу другої експедиції на орбітальну станцію Скайлаб (програма SL-3) як пілот.

## Космічні польоти
- Перший політ — Скайлеб-3, з 28 липня по 25 вересня 1973 року як пілота другої експедиції на станцію Скайлаб. Під час польоту виконав два виходи у відкритий космос: 06.08.1973 — тривалістю 6 годин 31 хвилину; 24.08.1973 — тривалістю 4 години 31 хвилину. [джерело?] Тривалість польоту склала 59 днів 11 годин 9 хвилин.

Пройшов підготовку на командира корабля шаттла.
- Другий політ — STS-3, шаттл «Колумбія», як командира екіпажу. Стартував в космос 22 березня, приземлення — 30 березня 1982 року. Тривалість польоту склала 8 діб 00 годин 06 хв.